# Kaluza-Klein-Metrik
Die fünfdimensionale Kaluza-Klein-Metrik ist in der Kaluza-Klein-Theorie, einer Vereinigung von Allgemeiner Relativitätstheorie und Elektromagnetismus, eine Verallgemeinerung des vierdimensionalen metrischen Tensors. Dieser enthält zusätzlich ein Skalarfeld, genannt Graviskalar (oder Radion), sowie ein Vektorfeld, genannt Graviphoton (oder Gravivektor), welche hypothetischen Teilchen entsprechen.
Benannt ist die Kaluza-Klein-Metrik nach Theodor Kaluza und Oskar Klein.

## Definition
Die Kaluza-Klein-Metrik ist gegeben durch:
{\displaystyle {\widetilde {g}}_{ab}:={\begin{bmatrix}g_{\mu \nu }+\phi ^{2}A_{\mu }A_{\nu }&\phi ^{2}A_{\mu }\\\phi ^{2}A_{\nu }&\phi ^{2}\end{bmatrix}}.}
Ihre inverse Matrix ist gegeben durch:
{\displaystyle {\widetilde {g}}^{ab}={\begin{bmatrix}g^{\mu \nu }&-A^{\mu }\\-A^{\nu }&g_{\mu \nu }A^{\mu }A^{\nu }+\phi ^{-2}\end{bmatrix}}.}
Mit der Definition eines erweiterten Gravivektors {\displaystyle A_{a}=(A_{\mu },1)} kürzt sich die Definition zu:
{\displaystyle {\widetilde {g}}_{ab}=\operatorname {diag} (g_{\mu \nu },0)+\phi ^{2}A_{a}A_{b},}
weshalb das Graviskalar {\displaystyle \phi } nicht verschwinden kann, da dadurch die Metrik singulär würde.

## Eigenschaften
- Eine Kontraktion zeigt direkt den Übergang von vier auf fünf Dimensionen:
{\displaystyle g^{\mu \nu }g_{\mu \nu }=4;}
{\displaystyle {\widetilde {g}}^{ab}{\widetilde {g}}_{ab}=5.}
- Ist {\displaystyle \mathrm {d} s^{2}=g_{\mu \nu }\mathrm {d} x^{\mu }\mathrm {d} x^{\nu }} das vierdimensionale und {\displaystyle \mathrm {d} {\widetilde {s}}^{2}={\widetilde {g}}_{ab}\mathrm {d} {\widetilde {x}}^{a}\mathrm {d} {\widetilde {x}}^{b}} das fünfdimensionale Wegelement,[5] dann besteht die zum Lorentz-Faktor aus der Speziellen Relativitätstheorie ähnliche Relation:[6]
{\displaystyle {\frac {\mathrm {d} {\widetilde {s}}}{\mathrm {d} s}}={\sqrt {1+\phi ^{2}\left(A_{a}{\frac {\mathrm {d} x^{a}}{\mathrm {d} s}}\right)^{2}}}.}
- Die Determinanten {\displaystyle {\widetilde {g}}:=\det({\widetilde {g}}_{ab})} und {\displaystyle g:=\det(g_{\mu \nu })} hängen zusammen über:[7]
{\displaystyle {\widetilde {g}}=\phi ^{2}g\Leftrightarrow {\sqrt {-{\widetilde {g}}}}=\phi {\sqrt {-g}}.}

Obwohl der obige Ausdruck {\displaystyle {\widetilde {g}}_{ab}=\operatorname {diag} (g_{\mu \nu },0)+\phi ^{2}A_{a}A_{b}} von der Struktur her zum Matrix-Determinante-Lemma passt, ist dieses hier nicht anwendbar, da der vordere Summand singulär ist.
- Analog zum metrischen Tensor, doch zusätzlich mit dem obigen Zusammenhang {\displaystyle {\widetilde {g}}=\phi ^{2}g},[7] gilt:
{\displaystyle {\widetilde {g}}^{ab}\partial _{c}{\widetilde {g}}_{ab}=\partial _{c}\ln(-{\widetilde {g}})=\partial _{c}\ln(-\phi ^{2}g).}